# Hinrich Johannes Rink

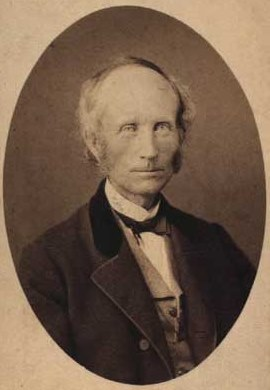
Hinrich Johannes Rink (um 1880)

Hinrich Johannes Rink (* 26. August 1819 in Kopenhagen; † 15. Dezember 1893 in Christiania) war ein dänischer Geologe, Grönlandforscher und Inspektor von Grönland.

## Leben
Hinrich Rink war der Sohn des Grossisten Johannes Rink (1783–1865) und Agnese Margaretha Hedde (1793–1865) Beide stammten aus Dithmarschen. Er studierte an der Universität Kopenhagen Physik und Chemie, wurde 1844 Dr. phil. an der Christian-Albrechts-Universität zu Kiel und hörte bis 1845 medizinische Vorlesungen in Berlin. Dort bekam er die Einladung zur Teilnahme als Mineraloge an der Erdumseglung der Fregatte Galathea. Eigentlich wollte er mit der Galathea nach Kalkutta, aber es verschlug ihn auf die Nikobaren, die damals von Dänemark kolonialisiert wurden. Nach fünf Monaten erkrankte er an einem Fieber, welches ihn sein Leben lang schwächen sollte. Er musste nach Dänemark zurückkehren, wo 1847 seine erste große geografische Arbeit erschien: Die Nikobarischen Inseln (auf Deutsch).
Dann untersuchte Rink von 1848 bis 1851 mit öffentlicher Unterstützung Grafitvorkommen in Nordgrönland, aber der Abbauversuch wurde nach wenigen Jahren aufgegeben. Er fertigte die erste geologische Karte des grönländischen Küstenlandes an. Sein großes Interesse galt aber der Erforschung des Inlandeises. Als erster Wissenschaftler ergründete er dessen Ursprung und Bewegung und die kausalen Zusammenhänge mit den Eisbergen im Nordmeer. 1853 erschien seine Abhandlung Om Isens Udbredning og Bevægelse over Nordgrønlands Fastland („Über die Ausbreitung und Bewegung des Eises über dem nordgrönländischen Festland“). Nach seiner Rückkehr nach Kopenhagen im Jahr 1851 nahm er einen Sitz in einer Kommission einnahm, die über den Monopolhandel in Grönland nachdachte. Im Auftrag dieser Kommission kehrte er 1852 nach Grönland zurück, bereiste Südgrönland und veröffentlichte das Werk Om Monopolhandelen paa Grønland („Über den Monopolhandel in Grönland“). 1853 trat er in die Dienste von Den Kongelige Grønlandske Handel und wurde zum Kolonialverwalter in der Kolonie Julianehåb in Qaqortoq ernannt. Zugleich wurde er neben dem südgrönländischen Inspektor Carl Peter Holbøll zum Inspektor für das südlichste Südgrönland ernannt (ein Amt, dass nur für ihn existierte). In dieser Zeit entstand sein Hauptwerk Grønland, geografisk og statistisk beskrevet („Grönland geografisch und statistisch beschrieben“), welches das erste Standardwerk über Grönland nach Hans Egedes Perlustration (1729) war. Rink heiratete am 28. April 1853 in Frederiksberg die Schriftstellerin Nathalie Sophie Nielsine (Signe) Caroline Møller (1836–1909), Tochter des Kolonialverwalters Jørgen Nielsen Møller (1801–1862) und seiner dänischen zweiten Frau Antonette Ernestine Constance Tommerup (1813–1891). Am 24. Februar 1855 wurde in Qaqortoq das einzige Kind des Paares, die Tochter Antoinette Margrethe geboren. Diese heiratete den norwegischen Chemiker Ludvig Henrik Benjamin Schmelck (1857–1916) und beide waren die Eltern von Thyra Johanne Marie Schmelck (1884–1960), die wiederum mit dem englisch-norwegischen Kriminalchemiker Charles Mackenzie Bruff (1887–1955) verheiratet war. Nachdem Holbøll 1855 gestorben war und sein Schwiegervater ihn zeitweise als Inspektor ersetzt hatte, übernahm Rink das Amt 1857.
Rink kümmerte sich aktiv um das Wohlergehen der Grönländer, mit denen er engen Kontakt pflegte. Deswegen gründete er die Forstanderskaber, die den Grönländern mehr Einfluss auf ihre Angelegenheiten sichern sollten. 1858 rief er die heimische Bevölkerung auf, die grönländischen Traditionen künstlerisch zu verarbeiten und festzuhalten, und unterstützte sie dabei auch materiell. So wurden Künstler wie Jens Kreutzmann und Aron von Kangeq entdeckt und gefördert. 1861 richtete er in Nuuk eine Druckerei ein, wo mit der Atuagagdliutit die erste grönländische Zeitung erschien, die auch von Rink gegründet wurde. Rink studierte die grönländische Sprache und die grönländische Folklore. 1866 erschien Eskimoiske Æventyr og Sagn („Eskimoische Märchen und Sagen“).

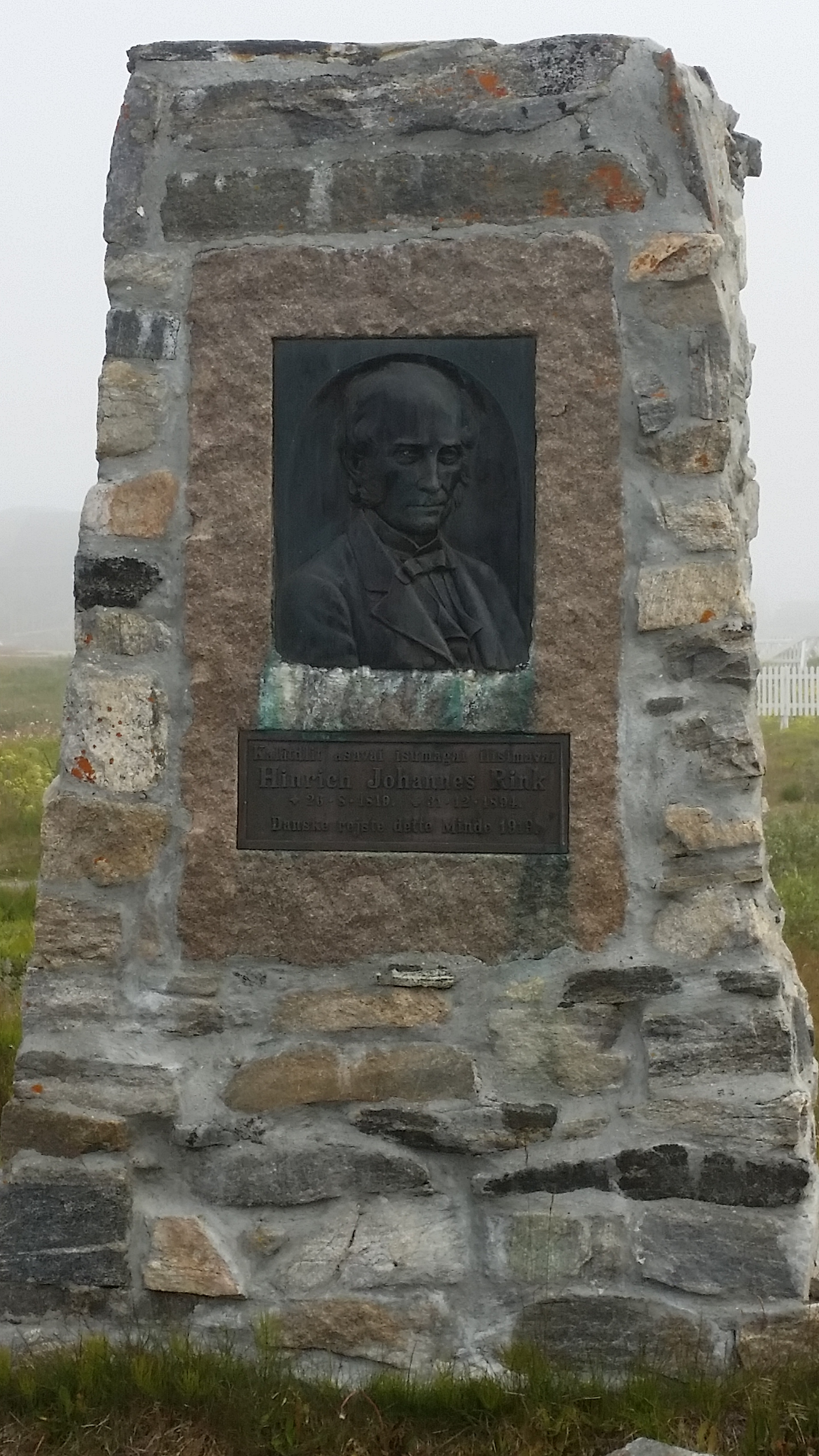
Denkmal in Nuuk

1868 war er aus gesundheitlichen Gründen gezwungen Grönland zu verlassen und ging nach Kopenhagen. Dort leitete er von 1871 bis 1882 als Direktor von Den Kongelige Grønlandske Handel die gesamte Verwaltung des Landes mit Ausnahme des Missionswesens. In Kopenhagen gründete er das Grønlænderhjemmet für junge Grönländer, die zur Ausbildung in Dänemark waren. 1882 siedelte er nach Christiania (heute Oslo) über, wo seine Tochter verheiratet war. Dort beendete er seine letzten Arbeiten. Er starb 1893 als der bedeutendste Grönlandkenner seiner Zeit.
Rink hinterließ unter anderem eine Sammlung von über 140 Manuskripten mit Grönlandkarten, die er und andere gezeichnet hatten. Diese Sammlung ist heute in der Königlichen Bibliothek in Kopenhagen zu sehen. Ein Denkmal wurde ihm zu Ehren in Nuuk errichtet.
Zu Ehren von Hinrich Johannes Rink vergibt Det Grønlandske Selskab für besonderen wissenschaftlichen Einsatz für Grönland seit 1960 die Rink-Medaille. An seiner Hauptwirkungsstätte wurde ein Denkmal aufgestellt. Zudem wurde er 1862 zum Ritter des Dannebrogordens ernannt.

## Werk
Von seinen Schriften über Grönland, um dessen Erforschung sich Rink sehr verdient gemacht hat, sind die wichtigsten, abgesehen von verschiedenen Aufsätzen in Petermanns Geographischen Mitteilungen:
- Grönland, geographisch und statistisch beschrieben (Kopenhagen 1852–1855, 2 Bände; englische Ausgabe von Brown, London 1877).
- Märchen und Sagen der Eskimos (Kopenhagen 1866, Suppl. 1871; englisch 1875).
  - Eskimoiske Eventyr og Sagn (Kopenhagen 1982).
  - Tales and Traditions of the Eskimo. With a Sketch of Their Habits, Religion, Language and Other Peculiarities (William Blackwood and Sons, Edinburgh and London, 1875). - Digitalisat
- Das Binnenland Grönlands und die Möglichkeit, dasselbe zu bereisen (Kopenhagen 1875).
- Grönländer und Dänen in Grönland (Kopenhagen 1888).

sämtlich in dänischer Sprache; ferner veröffentlichte er in deutscher Sprache Die Nikobarischen Inseln (Kopenhagen 1847). Nach seinem Tod erschien Die Geschichte von Kagsagsuk (Leipzig, Insel-Verlag 1914).